# Conflitos xenófobos na África do Sul em 2008
Os distúrbios de 2008 na África do Sul referem-se a uma onda de ataques xenófobos cometidos por negros sul-africanos contra estrangeiros de países próximos, iniciados em 11 de maio de 2008, em Joanesburgo, a capital econômica do país. Posteriormente, os conflitos se espalharam por outras cidades e, até 22 de maio, resultaram em 42 mortos e centenas feridos.
Mais de 25 mil imigrantes foram expulsos de suas casas, nas periferias das cidades, principalmente de Joanesburgo, buscando refúgio em prédios da polícia, igrejas, salões comunitários e nos 21 centros de alojamento provisório da Cruz Vermelha, onde enfrentam condições precárias de higiene. Muitos dormem ao relento, sob temperaturas que, à noite, ficam em torno de 0 °C.
Os estrangeiros são acusados de traficar drogas e de tirar os empregos dos locais, em um país onde o desemprego e a pobreza extrema afetam 40% da população. Há, no entanto, quem acredite, que a xenofobia seja apenas um pretexto para a ação de criminosos comuns.
O envio do Exército para conter a violência foi decidido em 22 de maio.

## Os ataques por cidade
Em Joanesburgo, desde meados de maio de 2008, 22 pessoas foram mortas e mais de 6.000 fugiram. Multidões atacaram estrangeiros, oriundos de países vizinhos, tais como Zimbábue e Moçambique, mas também do Malaui, Congo, Burundi, Ruanda, Somália e Etiópia. Os zimbabuanos formam o maior contingente de estrangeiros no país, com cerca de três milhões de pessoas.
A violência contra os estrangeiros vem se propagando pelos vários distritos e chega aos limites da barbárie: em 18 de maio, um imigrante teve seu cobertor incendiado enquanto dormia, e morreu queimado.

Em Durban, no dia 20 de maio, a taberna de um nigeriano foi queimada. Os clientes foram expulsos por 20 ou 30 homens armados. Na manhã seguinte, uma multidão entrou em confronto com os residentes do Khayalitsha Lodge, uma hospedaria que abrigava grande número de estrangeiros, expulsando-os com seus pertences, apesar da presença de um policial na área. Além disso, dois taxistas da congoleses foram atacados.
Na Cidade do Cabo, capital legislativa da África do Sul, no dia 22 de maio, em uma favela perto de Milnerton, comerciantes somalis foram desalojados após ataques de jovens locais, que os apedrejaram e saquearam suas lojas.

## Moçambicanos
Desde o começo dos ataques, pelo menos 15.300 moçambicanos já regressaram ao seu país, em razão dos motins. Mais de 20 morreram, vítimas dos ataques, em menos de uma semana.
Também foram registrados atos de violência do mesmo tipo nas províncias de Kwazulu-Natal, Mpumalanga e Limpopo, na fronteira com Moçambique.